# Verneřice
Verneřice (německy Wernstadt) jsou nejjižnější město okresu Děčín v Ústeckém kraji. Žije v něm přibližně 1 200 obyvatel. Ve Verneřicích začínal první textilní průmysl v tehdejší Habsburské monarchii.
Město se nachází v severních Čechách v údolí Bobřího potoka na severovýchodě Českého středohoří, asi čtrnáct kilometrů jihovýchodně od Děčína a devatenáct kilometrů východně od Ústí nad Labem.

## Historie
První písemná zmínka o obci s původním názvem Wernhersdorf pochází z roku 1352, respektive 1384. Veskrze německá obec založená na liběšickém panství se brzy vyvinula a v roce 1497 získala od Zikmunda Děčínského z Vartenberka městská práva. V roce 1522 pak král Ludvík Jagellonský městu udělil městský znak a městskou pečeť. V roce 1537 obdrželi své privilegium verneřičtí lučištníci. V 16. století vznikly také první cechy, nejstarší cechovní list byl vydán v roce 1547. 

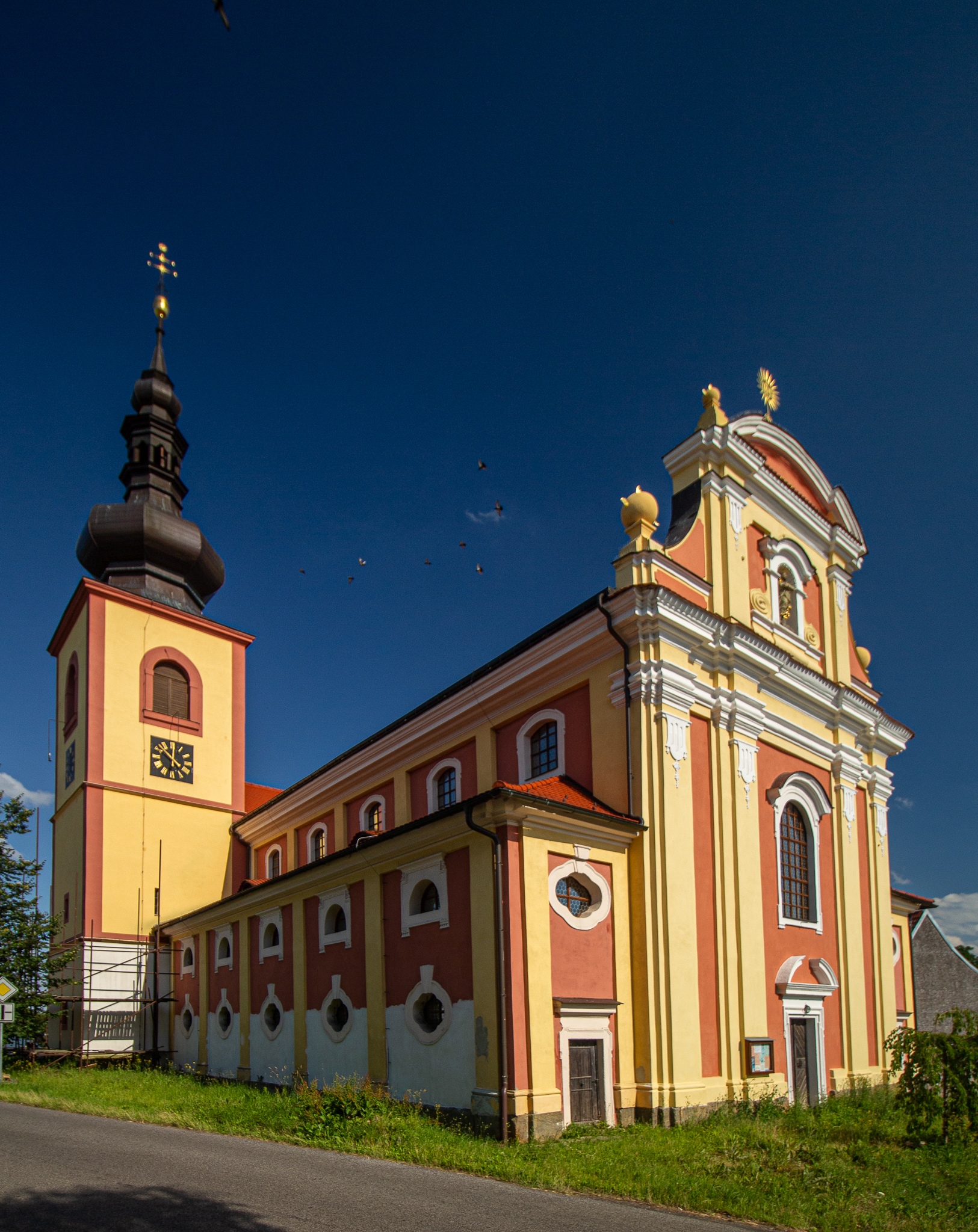
Farní kostel svaté Anny

Během třicetileté války v roce 1639 se do Verneřic uchýlil saský vévoda František Albrecht před svými švédskými pronásledovateli a podle tradice se tři dny skrýval na žlabu mezi domy 139 a 140 na rynku (dnešní Mírové náměstí), který tam stál až do počátku 20. století.[zdroj?]
Verneřice byly opakovaně poškozeny požárem, zejména v roce 1709, dále 19. května 1743, dne 28. května 1774 a v roce 1841.
V dobách sedmileté války táhla v roce 1756 přes Verneřice pruská vojska. V roce 1776 byl zničený kostel sv. Anny přestavěn na popud Marie Terezie. V roce 1778, během války o bavorské dědictví, město znovu napadli Prusové a mnoho místních obyvatel unesli jako rukojmí. V témže roce dne 13. října na verneřické faře přenocoval císař Josef II. V roce 1787 byla založena nemocnice pro chudé. 

### Průmyslový rozvoj

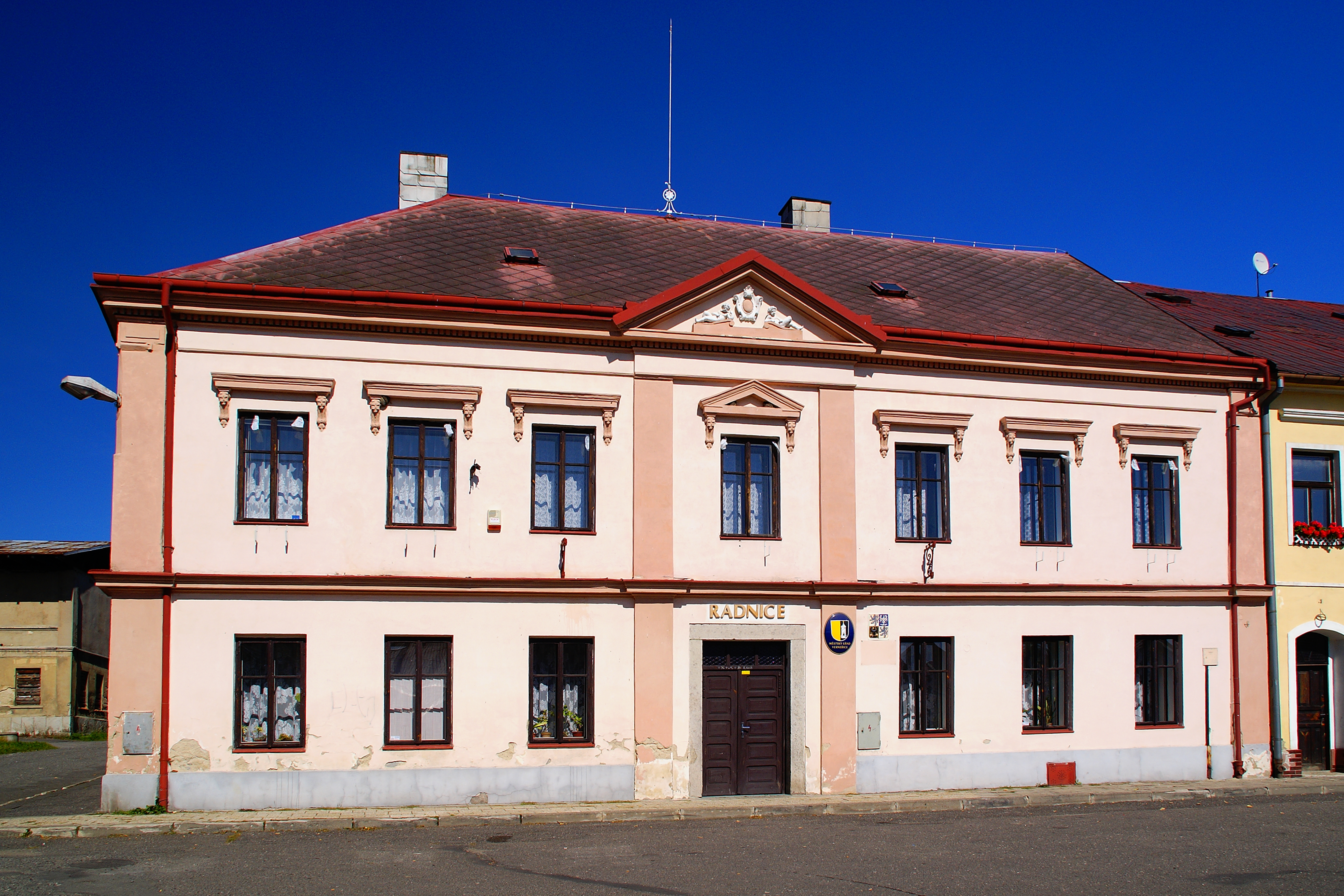
Verneřická radnice

Zdejší občané se živili především zemědělstvím a také výrobou obuvi, na konci 18. století se však obec začala industrializovat. Barvířský tovaryš Johann Josef Leitenberger zde v roce 1770 založil první kalikovou přádelnu a kartounku v Čechách. Byl to také Leitenberger, kdo v roce 1797 založil první mechanickou přádelnu bavlny, vybavenou anglickými spřádacími stroji, čímž položil základy textilního průmyslu v Habsburské monarchii. Později se podnik stal majetkem textilního továrníka Julia Léona von Wernburg (1842-1927), který v obci založil mateřskou školu. Pro radnici také nechal vyrobit i cenný velký portrét císaře Františka Josefa I. z hedvábí a bavlny.

### Dvacáté století
Po první světové válce byly Verneřice v roce 1919 připojeny k nově vytvořenému Československu. V roce 1922 byl ukončen provoz největší městské tkalcovny a mnoho dělníků odešlo. Po Mnichovské dohodě byly Verneřice v letech 1938 až 1939 součástí okresu Tetschen-Bodenbach, vládního obvodu Ústí n. L. / Aussig, v německé říšské župě Sudety. V té době mělo město pouze 1397 obyvatel.

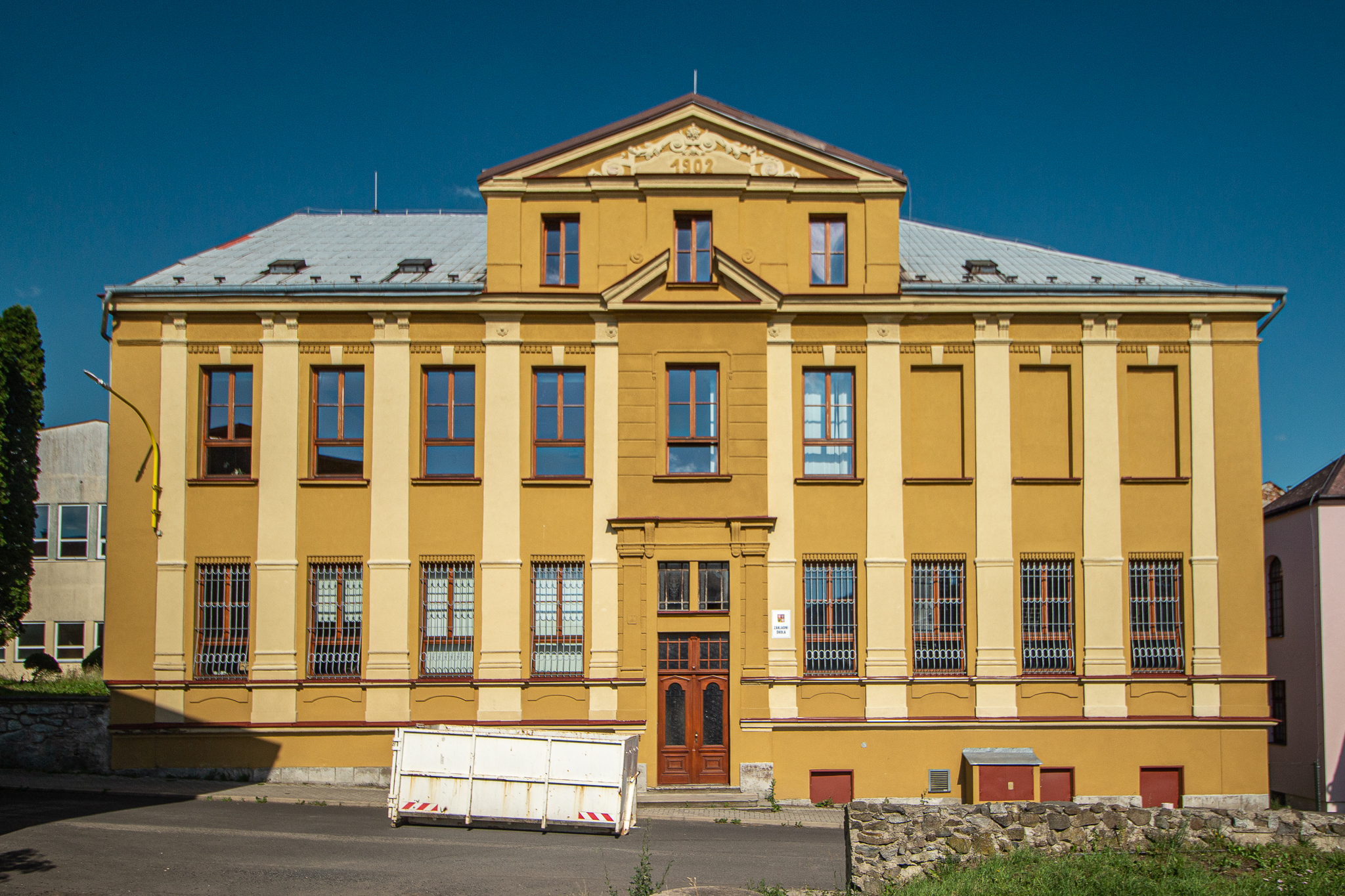
Verneřická škola

Po skončení druhé světové války a odsunu Němců z Československa město ztratilo městská práva. I přes začlenění pěti okolních vesnic po roce 1945 se počet obyvatel na polovinu oproti dřívějšku. 
Dne 25. května 1978 byl zastaven provoz na železniční trati z Velkého Března do Verneřic.
V dobách komunistické vlády byla vážně zanedbávána infrastruktura. Historické budovy, jako domy s podloubím na hlavním náměstí, byly zbořeny. V centru města bylo vybudováno kulturní centrum a obchodní centrum ve standardním stylu šedesátých a sedmdesátých let 20. století. Severozápadní stranu okruhu tvoří prázdné pozemky a bytový dům.
Od 10. října 2006 byl obci nedopatřením vrácen status městyse. S účinností od 10. října 2006 bylo 17. října 2006 původní rozhodnutí revidováno a obci byl navrácen status města.

## Obyvatelstvo
|                                                                           | 1869  | 1880  | 1890  | 1900  | 1910  | 1921  | 1930  | 1950 | 1961 | 1970 | 1980 | 1991 | 2001 | 2011 |
| ------------------------------------------------------------------------- | ----- | ----- | ----- | ----- | ----- | ----- | ----- | ---- | ---- | ---- | ---- | ---- | ---- | ---- |
| Obyvatelé                                                                 | 1 839 | 2 006 | 2 074 | 1 989 | 2 078 | 1 688 | 1 587 | 750  | 708  | 776  | 812  | 848  | 880  | 858  |
| Domy                                                                      | 264   | 243   | 244   | 249   | 265   | 263   | 268   | 268  | 248  | 143  | 132  | 163  | 164  | 181  |
| Data z roku 1961 zahrnují domy z místních částí Čáslav, Loučky a Příbram. |       |       |       |       |       |       |       |      |      |      |      |      |      |      |

| Rok  | počet obyvatel | Poznámky           |
| ---- | -------------- | ------------------ |
| 1830 | 1 453          | ve 251 domech      |
| 1844 | 1 500          | ve 270 domech      |
| 1850 | asi 1 700      | [ 13 ]             |
| 1900 | 1 989          | německých obyvatel |
| 1921 | 1 688          | z toho 1623 Němců  |
| 1939 | 1 397          | [ 16 ]             |

## Části města
- Verneřice (k. ú. Verneřice)
- Čáslav (k. ú. Čáslav u Verneřic)
- Loučky (k. ú. Loučky u Verneřic)
- Příbram (k. ú. Příbram pod Bukovou horou a Velké Stínky)
- Rychnov (k. ú. Rychnov u Verneřic)
- Rytířov (k. ú. Rytířov)

Vysídlením Němců v roce 1945 zanikly na dnešním území města dřívější vesnice Boží Vrch, Malé Loučky, Malé Stínky a Velké Stínky.

## Doprava

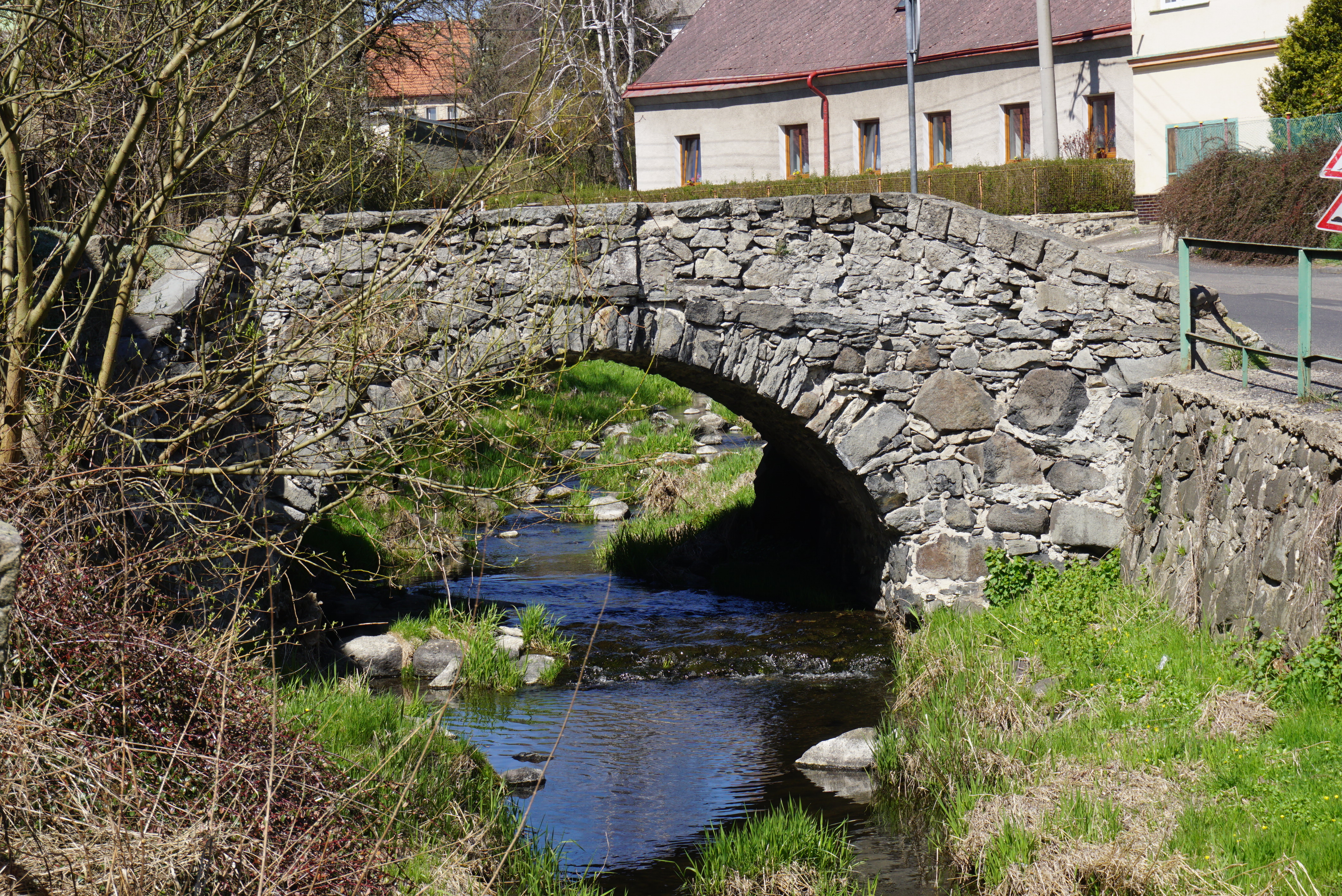
Kamenný mostek přes Bobří potok

V letech 1890 až 1978 vedla do Verneřic železniční trať Velké Březno – Verneřice s odbočkou na Úštěk.
V roce 1930 byly zřízeny v této oblasti autobusové linky. První linka vedla z Verneřic přes Příbram, Rychnov, Fojtovice a Benešov nad Ploučnicí do Děčína. Druhá linka vedla z Verneřic přes Valkeřice (Algersdorf). V zimě se často pro vysoký sníh nedalo projet.
V roce 2007 vedla přes Verneřice autobusová linka č. 510041 z Děčína přes Benešov nad Ploučnicí, Františkov, Valkeřice, Verneřice a Příbram do Rychnova, a linka 510125 přes Žandov a Merboltice. Linka 592458 byla zavedena z Ústí nad Labem přes Verneřice do Úštěku, přibližně v trase zrušené železnice.

## Pamětihodnosti
- Mírové náměstí ve středu obce se mírně svažuje směrem k jihu. Na severní straně je řada domů s radnicí a budovou spořitelny, které byly po pádu komunismu obnoveny roce 1990. Souběžně je náměstí rozděleno velkou trachytovou terasou, z níž vede schodiště ke kašně se sochou svatého Floriána.
- zdaleka viditelný římskokatolický kostel svaté Anny verneřické farnosti je dominantou Verneřic na východní straně Mírového náměstí. Kostel svaté Anny byl farním již v roce 1384.[6] Barokní stavba s mohutnou cibulovou kupolí byla postavena v roce 1709 na místě předchozí stavby z předhusitských dob. Vyhořel však při požáru města v roce 1774 a následně byl přestavěn. Ke konci 20. století byl kostel nevyužívaný a chátral. V roce 2005 spadly části střešní římsy ze severní strany lodi. Po roce 2010 proběhla celková rekonstrukce.
- zanikly poutní kostel Nejsvětější Trojice. Kostel na Božím Vrchu západně od obce byl vystavěn ve třicátých letech 18. století a byl zbořen 16. ledna 1975.[18]
- Kašna na náměstí
- mariánský pomníček a kříž zničeny za normalizace
- Městem protéká Bobří potok. Na východním okraji od obce nad částí Loučky se nachází Bobří soutěska, zakončená Bobřím vodopádem.[19] Na svazích nad roklí bývaly domy Malé Loučky a Malé Javorské.

## Osobnosti města
- Z Verneřic pocházel podnikatelský rod Leitenbergerů. V obci si postavil svou první dílnu a později i továrnu Johann Josef Leitenberger. Stal se z něj (a celé jeho rodiny) později velmi úspěšný podnikatel v oboru potisku textilu a kartounů. Zemřel zde 30. května 1802.[20]
- Ve Verneřicích se narodil Josef Strobach (1852–1905), rakousko-uherský politik německé národnosti, na přelomu 19. a 20. století poslanec Říšské rady za Křesťansko-sociální stranu, krátce též starosta Vídně.[21]
- Z města pocházel také textilní průmyslník Friedrich Mattausch (1800–1866).